# Dorcadion kollari
Dorcadion kollari là một loài bọ cánh cứng trong họ Cerambycidae.